# Zehri
Zehri é uma cidade do Paquistão localizada na província de Baluchistão.